# 鳳凰伝 -カラフとトゥーランドット-
『鳳凰伝』-カラフとトゥーランドット-（ほうおうでん カラフとトゥーランドット） は宝塚歌劇団のミュージカル作品。
原作はヴェネツィアの劇作家カルロ・ゴッツィによって書かれた寓話劇「トゥーランドット」。
脚本・演出は木村信司。

## 上演データ

### 2002年・2003年　宙組公演
- 2002年7月12日 - 8月19日（新人公演：7月30日）　宝塚大劇場
- 2002年9月28日 - 11月10日（新人公演：10月8日）　東京宝塚劇場
- 2003年8月1日 - 8月23日　博多座

形式名は「グランド・ロマンス」。14場。
東京では平成14年度文化庁芸術祭参加作品。
併演作品は『ザ・ショー・ストッパー』。

### 2017年　月組公演
- 2017年11月17日(金) - 12月10日(日)　全国ツアー　

併演作品は『CRYSTAL TAKARAZUKA　-イメージの結晶-』（作・演出：中村暁）
| 公演日       | 公演場所                                 |
| 11月17日(金) | 梅田芸術劇場大ホール（大阪府）           |
| 11月18日(土) | 梅田芸術劇場大ホール（大阪府）           |
| 11月19日(日) | 梅田芸術劇場大ホール（大阪府）           |
| 11月22日(水) | 新潟県民会館                             |
| 11月23日(木) | 新潟県民会館                             |
| 11月25日(土) | オリンパスホール八王子（東京都）         |
| 11月26日(日) | オリンパスホール八王子（東京都）         |
| 11月28日(火) | まつもと市民芸術館（長野県）             |
| 11月29日(水) | コラニー文化ホール〈山梨県立文化ホール〉 |
| 12月1日(金)  | 北九州ソレイユホール（福岡県）           |
| 12月2日(土)  | 福岡市民会館                             |
| 12月3日(日)  | 福岡市民会館                             |
| 12月5日(火)  | 広島文化学園HBGホール（広島県）          |
| 12月6日(水)  | 倉敷市民会館（岡山県）                   |
| 12月8日(金)  | よこすか芸術劇場（神奈川県）             |
| 12月9日(土)  | 市川市文化会館（千葉県）                 |
| 12月10日(日) | 市川市文化会館（千葉県）                 |
| ------------ | ---------------------------------------- |

## スタッフ（2002年・2003年）
※氏名の後ろに「宝塚」「東京」「博多座」の文字がなければ全劇場共通。
- 作曲・編曲[1][2][3]：甲斐正人
- 音楽指揮[1][2][3]：岡田良機（宝塚・博多座）、伊澤一郎（東京）
- 振付[1][2][3]：羽山紀代美/竹邑類
- ファイティング・コーディネーター[1][2][3]：渥美博
- 装置[1][2][3]：石濱日出雄/関谷敏昭
- 衣装[1][2][3]：有村淳
- 照明[1][2][3]：勝柴次朗
- 音響[1][2][3]：加門清邦
- 小道具[1][2][3]：石橋清利
- 効果[1][2][3]：原田健二
- 歌唱指導[1][2][3]：楊淑美
- 所作指導[1][2][3]：袁英明
- 演出助手[1][2][3]：藤井大介/児玉明子
- 振付助手[1][2][3]：萬あきら
- ファイティング助手[1][2][3]：亀山ゆうみ
- 装置補[1][2][3]：広森守
- 照明補[1][2][3]：西川佳孝
- 舞台進行[1][2][3]：日笠山秀観
- 舞台美術製作[1][2][3]：株式会社宝塚舞台
- 演奏[1][3]：宝塚歌劇オーケストラ（宝塚・博多座）
- 演奏コーディネート[2]：株式会社ダット・ミュージック（東京）
- 制作[1][2][3]：北野靖
- 演出（新人公演）[5][2]：木村信司

## 特別出演（宝塚における本公演）
※氏名の後ろの「（）」中の文字は2002年当時の所属組。
- 萬あきら（専科）[1]
- 汝鳥伶（専科）[1]

## 主な配役

### 宝塚・東京
※「（）」中の人物は新人公演。
- カラフ - 和央ようか[1][2]（遼河はるひ[5][2]）
- トゥーランドット - 花總まり[1][2]（彩乃かなみ[5][2]）
- バラク - 水夏希[1][2]（悠未ひろ[5][2]）
- タマル - 彩乃かなみ[1][2]（音乃いづみ[5][2]）
- アデルマ - ふづき美世[1][2]（美羽あさひ[5][2]）
- タン - 久遠麻耶[1][2]（七帆ひかる[5][2]）
- トン - 椿火呂花[1][2]（十輝いりす[5][2]）
- 中国皇帝 - 萬あきら[1][2]（華宮あいり[5][2]）
- ティムール王 - 汝鳥伶[1][2]（速水リキ[5][2]）
- ゼリム - 初嶺まよ[1][2]（早霧せいな[5][2]）
- アミン - 出雲綾[1][2]（月城美咲[5][2]）
- 役人 - 貴柳みどり[1][2]（芽映はるか[5][2]）
- ペルシャ王子 - 美羽あさひ[1][2]（和音美桜[5][2]）

### 博多座
- カラフ - 和央ようか[3]
- トゥーランドット - 花總まり[3]
- バラク - 大和悠河[3]
- 中国皇帝 - 萬あきら[3]
- ティムール - 寿つかさ[3]
- アデルマ - 彩乃かなみ[3]
- タマル - 音乃いづみ[3]
- アミン - 出雲綾[3]
- ゼリム - 初嶺麿代[3]
- タン - 遼河はるひ[3]
- トン - 十輝いりす[3]

### 全国ツアー
- カラフ - 珠城りょう
- トゥーランドット - 愛希れいか
- バラク - 月城かなと
- タマル - 海乃美月
- アデルマ - 麗泉里
- タン - 紫門ゆりや
- トン - 千海華蘭
- 中国皇帝 - 輝月ゆうま
- ティムール王 - 箙かおる
- ゼリム - 蓮つかさ
- アミン - 憧花ゆりの
- 役人 - 綾月せり
- ペルシャ王子 - 彩音星凪